# بعلة صحري
بعلة صحري هي إلهة الموت والعالم السفلي في الأساطير البابلية والأكدية. عرفت بكونها التي تسجل الأموات القادمين إلى العالم السفلي ولقبت بكاتبة الأرض. ذكر بأنها التي تسجل أعمال الناس في الحياة وأنها مستشارة ملكة العالم السفلي ارشكيجال في الحكم النهائي، ذكر أيضاً أنها إحدى زوجات إله الصحراء أمورو. في العصر البابلي تم ربطها بالإلهة غشتينانا.